# Raoul de Coucy (Bischof)
Raoul de Coucy (dt. Rudolf von Coucy) († 1425 in Noyon) war Bischof von Metz (1387–1415) und Bischof von Noyon (1415–1424).

## Leben
Er entstammte der Linie Coucy des Hauses Gent und war Sohn des gleichnamigen Vaters († nach 1389) und der Jeanne de Harcourt.
De Coucy trat in den geistlichen Stand ein und wurde Domherr in Châlons und Reims. Er war auch Archidiakon in Amiens. 
Clemens VII. ernannte ihn 1387 zum Bischof von Metz. Im folgenden Jahr nahm er das Bistum in Besitz. Ihm gelang es, Hombourg-Haut für das Hochstift Metz zurückzugewinnen. Mit den Einwohnern von Saarburg kam es zu Konflikten. Diese wurden durch die Unterwerfung der Stadt beendet. Mit Heinrich Bayer von Boppard lag er im Streit. Dieser war ein Verwandter des Vorgängers von Raoul de Coucy und hatte sich im Hochstift festgesetzt. Mit diesem kam es zu einem Vertrag. 
Auch mit den Städten Epinal und Metz gab es Konflikte. Hinzu kamen Auseinandersetzungen mit umliegenden Fürsten. Er sah sich gezwungen, die Hälfte von Rambervillers und das Gebiet um Epinal an Lothringen abzutreten. Er versuchte die finanzielle Lage der bischöflichen Finanzen zu verbessern. Im Jahr 1411 schloss er einen Friedensvertrag mit Herzog Karl I. von Lothringen, Herzog Eduard III. von Bar und der Stadt Metz. Er nahm am Konzil in Konstanz teil.
Im Jahr 1415 wurde er von Johannes XXIII. zum Bischof von Noyon ernannt. Er nahm zwar von diesem Bistum bereits 1415 durch Bevollmächtigte Besitz, sein feierlicher Einzug erfolgte aber erst 1421. Er starb dort und wurde im Kathedrale von Noyon bestattet. Seine Büchersammlung vermachte er der Domkirche.